# Салтыков, Александр Александрович (1872)
Граф Алекса́ндр Алекса́ндрович Салтыко́в (12 (24) июня 1872 — 5 июля 1940, Париж) — философ, историк русской культуры, публицист и поэт-«младосимволист».

## Биография
Из 1-й линии 3-й ветви старомосковского рода Салтыковых, потомок генерал-аншефа Семёна Андреевича Салтыкова, который указом императрицы Анны Иоанновны был возведён в графское достоинство (28. 01. 1733). Сын графа Александра Львовича Салтыкова и Марии Сергеевны Бутурлиной, дочери генерала от инфантерии С. П. Бутурлина.
Образование получил в Императорском училище правоведения, позднее обучался на юридическом факультете Московского университета, который окончил в 1895 году.
В 1894 году Салтыков начал службу по ведомству МВД. С 1899 по 1902 годы — мстиславский уездный предводитель дворянства. Надворный советник (1906) в звании камер-юнкера.
Граф Салтыков увлекался литературной деятельностью, находясь под влиянием «младосимволистов». В 1915 году вышел его поэтический сборник «По старым следам», который подвергся резкой критике Н. Гумилёва: «Гр. А. Салтыков, должно быть, очень приятный собеседник. Он много читал, путешествовал, бесспорно учен. В крайнем случае, мы могли бы от него ждать книги путевых впечатлений, исследования о древнеиталийской религии, наконец, даже повести, милой старомодной сентиментальностью. Но ему совсем не следует писать стихи. Он беспомощно путается в размерах и рифмах, его выражения неловки и мысли жидки в стальной броне сонетов, его излюбленной формы. Он не может обходиться без клише, и его клише — самые истертые, самые унылые. … Никакой комментарий не заставит такие стихи показаться поэзией. Книга гр. А. А. Салтыкова — недоразумение, происшедшее оттого, что у нас так мало понимают сущность и пределы поэзии.»
Большое влияние на творчество и взгляды Александра Александровича оказал и В. С. Соловьёв, знакомство с которым состоялось ещё в начале восьмидесятых годов у графини Софии Андреевны Толстой (вдовы поэта А. К. Толстого).
Впервые я встретил его, когда был десятилетним мальчиком, а он — молодым профессором, уже закончившим, впрочем, свою профессуру после известной речи в пользу помилования убийц 1 марта.
 … Я уже знал, что Вл. Соловьёв — "философ", не совсем, конечно, понимая значение этого слова. Но впечатление он произвел на меня самое глубокое. Поражала и его наружность: он и тогда уж напоминал чем-то "ветхозаветного пророка" — в юности. С тех пор мы встречались с Влад. Соловьёвым много раз; иногда я видел его часто, по нескольку раз в неделю; иногда — с перерывом на годы. И так почти до самой его смерти. Но первое впечатление осталось незабвенным.
Позднее Салтыков опубликовал свои воспоминания о нём: «Белые колокольчики» (Воспоминания о Владимире Соловьёве).
После революции Александр Александрович эмигрировал в Германию. В начале 1920-х годов в Мюнхене Салтыков основал издательство «Милавида», основным ассортиментом которого стали книги на русском и немецком языках, включая и его собственные. Были опубликованы несколько поэтических сборников: «Оды и Гимны», «Новые песни» (1922), «Трофеи» («Сонеты»), «Античные мелодии», «La Gaia Scienza».
В начале 1920-х Салтыков сотрудничал с мюнхенским журналом «Hochland», публикуя статьи о прошлом и будущем России, «об экономических, политических, культурных и религиозных аспектах современной русской и советской жизни». Свои очерки сам автор называл «национально-психологическими». В 1922 году в издательстве «Милавида» вышла книга «Две России», о которой публицист И. Солоневич писал: «В эмиграции вышли — в числе многих прочих — две книги, которые в будущей России обязательно надо будет переиздать. Это „Две России“ Александра Салтыкова и „Окаянные дни“ Ивана Бунина. А. Салтыков — древний крепостник, кажется со времен Смутного времени, когда его семибоярский предок Салтыков посоветовал полякам сжечь Москву. Иван Бунин — старый большевик — кажется, с 1907 года — сотрудник первой легальной большевицкой газеты в России. Крайняя и оголтелая реакция Салтыкова и обиженный большевизм Бунина сошлись на одной и той же формулировке: сволочь народ. Серединный слой интеллигенции принял срединную формулировку: все это — русская азиатчина, наследие проклятого старого режима, отсталость русских масс.
 Нужно все-таки признать честно: положение оказалось до чрезвычайности обидным. Оставалось одно из двух: или признать народ сволочью, или самих себя— идиотами.» В 1930 году была опубликована ещё одна книга — «Евразийцы и украинцы», в которой он полемизировал с князем Н. С. Трубецким. Салтыков был автором предисловия к книге Д. И. Менделеева «К познанию России», переизданной заграницей.
Основной историософской мыслью Салтыкова была та, что принципиальные отличия России от Европы определяются ее географическим положением: «Главное-же в чем, как мне кажется, можно упрекнуть историков России и психологов русской души, так это в том, что они обратили слишком мало внимания на один из центральнейших, главнейших фактов русской судьбы. Факт этот совершенно бесспорный, ослепительно-ясный, даже резкий, бросающийся в глаза и в полном смысле этого слова — основной. Между тем, хотя все знают его, из него как будто не хотят вывести всех необходимых последствий, как будто не замечают их. Этот общеизвестный факт заключается в том, что изо всех стран Европы только одна Россия не входила в состав Римского мира. Италия, Франция, Англия, даже Германия (хотя последняя — в меньшей степени) — все это страны Римского мира. Россия-же есть Скифия, Сарматия, или дайте ей еще какое угодно иное имя, но она никогда не была страною Римского мира. Вот почему так странны речи об отсталости России. Да как-же ей не быть отсталою — когда Италия, Франция и другие страны Запада имеют под собою культуру Рима и Эллады, наследницу тысячелетних цивилизаций Египта и Востока, а Россия, в некотором смысле, только-что родилась в кочевой кибитке скифа. Вот самое простое, а вместе с тем наиболее ясное, наиболее объективное и глубокое объяснение того факта, что не только русская нация, но и сама русская душа не успела еще найти себя в борьбе своих внутренних противоречий. Она все еще бродить в смертельной тоске, по краю пропасти. И так как история Рима не кончилась, а продолжается новыми народами Европы, то Россия, возводя здание своей истории, всегда находилась, продолжает находиться и, может быть, останется вечно — в исключительно невыгодном, роковом положении: ей приходится строить без фундамента».
Поэтому залог благополучия России он видел в неуклонном движении навстречу Западу и в слиянии с ним, насколько это возможно.
Переехав во Францию, Салтыков печатался в парижских изданиях «Cahiers de l’étoile», «Le Monde slave», «Revue bleue», «La Revue catholique des idées et des faits» и др. и право-либеральной газете «Возрождение», став с 1925 года «одним из идеологов» наряду с П. Б. Струве и И. А. Ильиным.
Член Общества журнала «Утверждение» и объединения русских писателей и поэтов, сотрудник Рерихского общества. В 1930 году присутствовал на литературных вечерах журнала «Числа». В 1936 году был приглашён с докладом «Аграрные судьбы России» для выступления в Союзе русских служащих и лиц интеллигентных профессий.
Скончался Александр Александрович Салтыков в 1940 году и похоронен на кладбище Сент-Женевьев-де-Буа.

## Семья
В Париже 4 декабря 1934 года Александр Александрович женился на княжне Варваре Васильевне Оболенской (1872—1952), дочери московского вице-губернатора Василия Васильевича Оболенского (1846—1890) и Марии Алексеевны Долгоруковой (1851—1930), сестре А. В. Оболенского. В первом браке Варвара Васильевна была замужем за В. В. Арсеньевым (1868—1929).
Со смертью его брата Льва Александровича (1876—1942) род графов Салтыковых пресёкся.